# Eli Smith
Pour les articles homonymes, voir Smith.
Eli Smith, né le 13 septembre 1801 à Northford (Connecticut, États-Unis) et mort le 11 janvier 1857 à Beyrouth (Liban), est un missionnaire et érudit protestant américain.

## Biographie
Eli Smith naît à Northford, dans le Connecticut, d'Eli et Polly (née Whitney) Smith. Il est diplômé du Yale College en 1821 et du Andover Theological Seminary en 1826. Il travaille à Malte jusqu'en 1829, puis, en compagnie de Harrison Gray Otis Dwight, voyage à travers l'Arménie, la Géorgie et jusqu'en Perse. Smith et Dwight publient leurs observations, Recherches missionnaires en Arménie, en 1833 en deux volumes. Smith s'installe à Beyrouth en 1833.
En compagnie d'Edward Robinson, il effectue deux voyages en Terre Sainte en 1838 et 1852, servant d'interprète à Robinson dans sa quête d'identification et d'enregistrement des noms de lieux bibliques en Palestine. Ces travaux sont publiés par Robinson en 1841 et 1856 dans Biblical Researches in Palestine.
Smith est connu pour avoir apporté en Syrie la première presse à imprimer avec des caractères arabes. Il poursuit ensuite la tâche qu'il considère comme l'œuvre de sa vie : la traduction de la Bible en arabe. Bien qu'il meurt avant d'avoir terminé ce travail, l'ouvrage est achevé par Cornelius Van Alen Van Dyck de la Mission syrienne et se voit publié de 1860 à 1865.

## Vie privée
Smith se marie trois fois. Sa première épouse est Sarah Lanman Huntington Smith, qui est également missionnaire. Elle meurt en 1836. Il épouse par la suite Maria Ward Chapin, qui meurt en 1842. Il épouse Mehitable (Hetty) Simkins (Butler) Smith le 7 octobre 1846, à Northampton (Massachusetts).
Sa fille Mary Elizabeth Smith fait ses études dans les séminaires pour femmes de Hartford (Connecticut) et d'Ipswich (Massachusetts), puis enseigne au séminaire pour femmes de Mount Auburn, à Cincinnati. Elle est répertoriée dans le Women's Who's Who of America en 1914-1915.